# Giovanna prima regina di Napoli
Giovanna prima regina di Napoli è un'opera in tre atti di Francesco Malipiero, su libretto di Agostino Pendola.

## Trama
Agostino Pendola così descrive la trama dell'opera sul frontespizio del suo libretto

## Cast della prima assoluta
| Personaggio                     | Interprete      | Tipologia vocale |
| ------------------------------- | --------------- | ---------------- |
| Giovanna prima regina di Napoli | Luigia Matthey  | soprano          |
| Ugo, duca di Napoli             | Luciano Caliari | basso            |
| Enrico, principe di Taranto     | Gaetano Comassi | basso            |
| Il conte Capanno                | Vincenzo Meini  | basso            |
| Romilda                         | Teresa Zanoni   |                  |